# Ндубулусі Егбо
Ндубулусі Еммануель Егбо (англ. Ndubuisi Emmanuel Egbo; нар. 25 липня 1973, Аба, Нігерія) — нігерійський футболіст та тренер, виступав на позиції воротаря.
Найвдалішим періодом у кар'єрі гравця стали виступи в «Тирані», у футболці якої нігерійський воротар завоював три трофеї. Зіграв 12 матчів у футболці національної збірної Нігерії, учасник двох розіграшів Кубку африканських націй.

## Клубна кар'єра
Футбольну кар'єру розпочав 1993 року в скромному нігерійському клубі «НІТЕЛ Васко» (Енугу). Наступного року опинився в НЕПА (Лагос). У 1996 році прийняв запрошення від іменитішого клубу «Джуліус Бергер».
У 1998 році вперше виїхав за кордон, підписавши контракт з представником Прем'єр-ліги Єгипту «Аль-Масрі». У 2001 році переїхав до ПАР, де виступав за «Морока Своллоуз» з Прем'єр-ліги.
У тому ж 2001 році прийняв запрошення від «Тирани» з Суперліги Албанії. У 2004 році повернувся до Єгипту, де знову грав «Аль-Масрі». У 2007 році знову виступав в Суперлізі Албанії, але цього разу за «Бюліс» (Балш). Футбольну кар'єру завершив 2011 року у складі вище вказаного клубу.

## Кар'єра в збірній
У футболці національної збірної Нігерії зіграв 12 поєдинків, в яких відзначився 1 голом. У складі національної команди учасник Кубку африканських націй 2000 та 2002 року.

## Кар'єра тренера
17 жовтня 2015 року, після домашньої нічиї (1:1) проти «Фламуртарі» (Вльора) та звільнення Шкелькима Мучи, обох помічників Мучи призначили виконувачами обов'язків головного тренера «Тирани». Егбо став першим нігерійським тренером, який привів європейську команду до чемпіонського титулу після того, як його команда стала переможцем Суперліги Албанії 2019/20 років, також команда квалфікувалася до Ліги чемпіонів.

### Статистика тренера
| Команда  | З             | По                | Досягнення | Досягнення | Досягнення | Досягнення | Досягнення |
| Команда  | З             | По                | Іг         | В          | Н          | П          | % перемог  |
| -------- | ------------- | ----------------- | ---------- | ---------- | ---------- | ---------- | ---------- |
| «Тирана» | 9 грудня 2019 | 12 листопада 2020 | 36         | 23         | 4          | 9          | 63,89      |

## Досягнення

### Клубні
«Джуліус Бергер»
- Прем'єр-ліга Нігерії
  -  Чемпіон (1): 1996

«Аль-Масрі»
- Кубок Єгипту
  -  Володар (1): 1997/98

«Тирана»
Як гравець
- Суперліга Албанії
  -  Чемпіон (2): 2002/03, 2003/04

- Кубок Албанії
  -  Володар (1): 2001/02

- Суперкубок Албанії
  -  Володар (2): 2002, 2003

Як тренер
- Суперліга Албанії
  -  Чемпіон (1): 2019/20

«Приштина»
- Суперкубок Косова
  -  Володар (1): 2023

### Збірні
- Срібний призер Кубка африканських націй: 2000
- Бронзовий призер Кубка африканських націй: 2002